# 사스레피나무속
사스레피나무속(Eurya)는 펜타필락스과의 속으로 약 70 종으로 이루어져 있다.

## 한국의 종
- 우묵사스레피 Eurya emarginata (Thunb.) Makino
- 사스레피나무 Eurya japonica Thunb.
  - 섬사스레피나무 Eurya japonica for. integra (Nakai) T.B.Lee
  - 떡사스레피나무 Eurya japonica var. aurescens Redde & E.H.Wilson